# Фридрих (Саарбрюкен)
Вижте пояснителната страница за други личности с името Фридрих.
Фридрих (на немски: Friedrich, † 1135) от род Валрамиди е първият граф на Саарбрюкен.

## Биография
Той е син на Саар-гауграф Зигеберт I (1080 – 1105) и вероятно дъщерята на гауграф Адалберт II фон Калв.
През 1105 г. Фридрих наследява господството Саарбрюкен от баща си. Братята му са Бруно (от 1107 до 1123 г. епископ на Шпайер) и Адалберт I (канцлер на император Хайнрих V и архиепископ на Майнц от 1111 до 1137 г.).
Фридрих е наречен през 1118 г. за пръв път като „Граф на Саарбрюкен“. Той е васал на епископите на Мец.

## Фамилия
Фридрих е женен за Гизела от Лотарингия (* ок. 1100), вероятно дъщеря на херцог Дитрих II от Горна Лотарингия († 1115) и втората му съпруга Гертруда от Фландрия (1080 – 1117), дъщеря на граф Роберт I Фризиец. Тя му донася собственостите си около манастир Хорнбах в Горна Лотарингия. Техните деца са:
- Агнес  († ок. 1147), омъжва се 1132/1133 г. за херцог Фридрих II от Швабия
- Симон († сл. 1183), поема 1135 г. графството след смъртта на баща му
- Адалберт († 17 юли 1141), архиепископ на Майнц (1138 – 1141)